# Илир Даја
Илир Даја (алб. Ilir Daja; Тирана, 20. октобар 1966) албански је професионални фудбалски тренер и бивши фудбалер. Актуелни је тренер Балканија.

## Статистика као тренер
Ажурирано 23. маја 2018.
| Тим               | Од                | До                | Резултат | Резултат | Резултат | Резултат | Резултат | Резултат |
| Тим               | Од                | До                | О        | П        | Н        | И        | Про %    | Реф.     |
| ----------------- | ----------------- | ----------------- | -------- | -------- | -------- | -------- | -------- | -------- |
| Тирана            | 28. октобра 2015. | 1. новембра 2016. | 42       | 18       | 15       | 9        | 042,86   | [ 1 ]    |
| Скендербег        | 3. јануар 2017.   | 19. јун 2018.     | 76       | 44       | 16       | 16       | 057,89   | [ 2 ]    |
| Фљамуртари Валона | 19. јун 2018.     | данас             | 0        | 0        | 0        | 0        | —        |          |
| Укупно            | Укупно            | Укупно            | 118      | 62       | 31       | 25       | 052,54   | —        |